# Víctor García (ator)
Víctor Alejandro García Pérez (Tamaulipas, 1 de outubro de 1975), é um ator e cantor mexicano.

## Biografia
É filho de Víctor García e Juana Pérez Sustaita. Seu avô era cantor e García decidiu seguir seus passos. Quando era um adolescente, fez parte de um grupo musical (Projecto Malta) além de praticar artes marciais. Ele deixou a escola para se dedicar completamente à música aprendeu a tocar guitarra. Ao cumprir os 18 anos, junto com dois de seus colegas de "Malta", formaram um novo grupo de nome "Nahum" e juntos decidem ir provar sorte na Cidade de México.

## Trajetória Musical
Em 2002, ele participou de um elenco para a TV Azteca, que estava procurando cantores para um reality show chamado La Academia. Victor, assim como outros 13 jovens participaram buscando se destacar no mundo da música, em 1º de dezembro do mesmo ano foi realizada a final onde Víctor conquistou o 2º lugar, faturando 1,5 milhão de pesos e um contrato com a Sony Music.
Em maio de 2003, ele lançou seu primeiro álbum intitulado  Víctor García , que estreou no dia 1. Lugar de listas de popularidade; em agosto do mesmo ano, ele recebe um Disco de Platina por altas vendas, além de receber a nomeação Premios Oye! de Canção Regional do Ano com Otra Vez.
Em outubro do 2005 recebeu Disco de Ouro por mais de 50,000 cópias vendidas de seu segundo álbum Loco por ti.

## Cinema e Televisão
Na TV Azteca, protagonizou a telenovela Dos chicos de cuidado en la ciudad em 2003. Em 2004 participou da telenovela Los Sánchez. No ano de 2006 integra-se ao elenco da telenovela "Campeones" junto com Luis Ernesto Franco e Ana Serradilla. No ano 2008 deu vida ao personagem Brayan Ferreira na telenovela Pobre rico, pobre. Em 2013 interpretou Chippen "O Stripper" no filme Tercera Llamada. No ano de 2014 participou de "Qué Le Dijiste a Dios?" dirigido por Teresa Suárez. Nesse mesmo ano protagonizou a telenovela Corazón en condominio da TV Azteca. Também foi jurado da segunda temporada de Academia Kids.
Em 2015, participa como presentador do programa "Viva El Show".
Em 2018 se une ao elenco da telenovela Por amar sin ley, produzida por José Alberto Castro.

## Filmografia

### Telenovelas
- 2003 : Dos chicos de cuidado en la ciudad - Víctor Chávez
- 2004 : Los Sánchez Leonardo
- 2006 : Campeones
- 2008 : Pobre rico, pobre - Brayan
- 2013 : Corazón en Condominio - Óscar Leal
- 2018-19 : Por amar sin ley - Juan López

### Filmes
- 2013 : Tercera Llamada : El Stripper
- 2014 : ¿Qué Le Dijiste a Dios?
- 2014 : Corazón en condominio

### Programas de Televisão
- 2014 : La Academia Kids
- 2015 : Viva El Show

### Discografia
- 2003 : Víctor García
- 2004 : Por un Sueño
- 2005 : Loco por ti
- 2006 : Arráncame
- 2009 : Cuando Amar Duele
- 2010 : Amorcito Corazón